# Bernette Beyers
Bernette Beyers (* 17. Januar 1992 in Stellenbosch) ist eine ehemalige südafrikanische Radsportlerin.

## Sportliche Laufbahn
Erst 2013 begann Bernette Beyers mit dem Radsport, auf einem geliehenen Rad aus einem lokalen Fahrradgeschäft. Im Januar 2015 begann sie mit dem Training auf der Bahn. Schon wenige Wochen später gewann sie sechs Medaillen bei den  Western Cape Provincial Championships und weitere Medaillen bei den nationalen Meisterschaften. Daraufhin erhielt sie gemeinsam mit Odette van Deventer eine Einladung zu einem dreimonatigen Trainingsaufenthalt im World Cycling Centre des Weltradsportverbandes UCI im schweizerischen Aigle. Im Mai 2016 stellte sie bei einem Bahn-Meeting im Vélodrome National im französischen Saint-Quentin-en-Yvelines mit 11,358 Sekunden einen neuen südafrikanischen Rekord über 200 Meter auf und belegte in einem international hochkarätig besetzten Feld im Sprint Rang acht.
Im November 2016 startete Beyers beim ersten Lauf des Bahnrad-Weltcups in Glasgow im Keirin-Finale der Plätze sieben bis zwölf, stürzte und brach ihr Schlüsselbein. Im März 2017 wurde sie vierfache Afrikameisterin, im Punktefahren, im 500-Meter-Zeitfahren, im Sprint und mit Jennifer Abbot im Teamsprint. Im Keirin wurde sie Vize-Meisterin.

## Erfolge
2016
- Südafrikanische Meisterin – 500-Meter-Zeitfahren

2017
- Afrikameisterin – Sprint, Teamsprint (mit Jennifer Abbot), 500-Meter-Zeitfahren, Punktefahren
- Afrikameisterschaft – Keirin
- Südafrikanische Meisterin – Sprint, Keirin, 500-Meter-Zeitfahren, Punktefahren, Scratch, Omnium, Teamsprint (mit Charlene du Preez)